# Archicnephasia hartigi
Archicnephasia hartigi Razowski, 1983, è una falena appartenente alla famiglia Tortricidae.
Unica specie del genere Archicnephasia Razowski, 1983, è endemica dell'Italia; in particolare delle regioni meridionali della Basilicata, specificatamente sul Monte Vulture e dei dintorni dei laghi di Monticchio, e della Calabria.

## Etimologia
L'etimologia della specie è un omaggio all'entomologo italiano Federico Hartig per il suo lavoro di riconoscimento delle falene del genere Cnephasia sul territorio italiano.

## Descrizione
Gli individui sono caratterizzati da un'apertura alare di 23-24 mm. Il colore di fondo delle ali anteriori è crema scuro cosparso di marrone, e con un forte pattern marrone. Le posteriori sono bruno-biancastre, che si scuriscono debolmente ai bordi. Gli adulti sfarfallano nel tardo autunno.

### Pubblicazioni
- (EN) Józef Razowski, The Cnephasia Group of Genera (Tortricidae), with Descriptions of New Taxa, in Nota Lepidopterologica, Societas Europaea Lepidopterologica, 1982, ISSN 0242-7536 (WC · ACNP).